# Aglossorrhyncha
Die Gattung Aglossorrhyncha aus der Familie der Orchideen (Orchidaceae). Die etwa 13 Arten wachsen meist epiphytisch im tropischen Malesien.

## Beschreibung

### Vegetative Merkmale
Die Aglossorrhyncha-Arten wachsen als ausdauernde krautige Pflanzen. Die Sprossachse ist im unteren Teil rhizomartig und bewurzelt. Oft ist die Sprossachse seitlich abgeflacht, sie kann unverzweigt oder häufiger verzweigt sein. Im oberen Teil der Sprossachse befinden sich zweizeilig angeordnet die Laubblätter. Die Laubblätter umfassen mit ihrer Basis die Sprossachse, meist sind sie von fester, ledriger Textur, ihr Rand kann sehr fein gezähnt sein. Die Laubblätter werden nach einer Vegetationsperiode abgeworfen.

### Generative Merkmale
Die nicht resupinierten Blüten stehen einzeln oder zu zweit am Ende der Sprossachse über jeweils einem relativ großen Tragblatt. Die Tragblätter sind papierartig dünn und haften lange an einem Pflanzenexemplar. Die zwittrigen Blüten sind zygomorph, dreizählig und gelb bis grünlich. Sepalen und Petalen sind etwa gleich geformt und nicht miteinander verwachsen. Die Lippe ist oft dunkler gefärbt als die anderen Blütenhüllblätter, im unteren Bereich ist sie konkav mit um die Säule gerollten Rändern, besonders im vorderen Bereich ist sie fleischig, längs der Lippe verläuft mittig ein fleischiger Kiel. Die keulenförmige Säule weist jeweils seitlich der Narbe eine Verbreiterung oder Anhängsel auf; auch das Säulengewebe, welches das Staubblatt umgibt (Klinandrium) weist seitlich je ein gezähntes, im Umriss viereckiges Anhängsel auf. Das Trenngewebe zwischen Narbe und Staubblatt (Rostellum) ist quer zur Säulenachse über der Narbe angeordnet. Das Staubblatt enthält in zwei Kammern insgesamt vier keulenförmige Pollinien. Die Klebscheibe (Viscidium) wird als je zwei Pollinien zusammenfassend oder als nicht vorhanden beschrieben.
Die Kapselfrucht ist breit-oval bis rundlich.

## Vorkommen
Die Arten der Gattung Aglossorrhyncha sind im tropischen Asien verbreitet. Die meisten Arten sind auf Neuguinea heimisch, einige auch auf umliegenden Inseln: den Molukken, dem Bismarck-Archipel, den Salomonen, auf Fidschi, Vanuatu und Palau. Nach Schuiteman gibt es auch Vorkommen auf den Philippinen.
Es werden Höhenlagen von 350 bis 2800 Meter besiedelt. Aglossorrhyncha-Arten wachsen epiphytisch in feuchten Wäldern, in höheren Lagen auch terrestrisch in montanem Gebüsch.

## Systematik und botanische Geschichte
Die Gattung Aglossorrhyncha wurde 1905 von Rudolf Schlechter in Karl Moritz Schumann und Karl Lauterbach: Nachträge zur Flora der deutschen Schutzgebiete in der Südsee mit Ausschluss Samoa's und der Karolinen, Seite 133 aufgestellt. Der Gattungsname Aglossorrhyncha setzt sich aus der verneinenden Vorsilbe a- und der Bezeichnung einer ähnlichen Gattung, Glossorhyncha, zusammen, von der Schlechter die neue Gattung unterschied. In seiner Originalbeschreibung heißt es Aglossorrhyncha, was als zu korrigierender Schreibfehler angesehen wird.
Dressler stellt die Gattung Aglossorrhyncha in eine Subtribus Glomerinae innerhalb der sogenannten Epidendreae II. Ebenfalls in diese Subtribus stellt er die Gattungen Agrostophyllum, Earina, Glomera, Glossorhyncha, Ischnocentrum und Sepalosiphon. Zwei weitere verwandte Gattungen, Adrorhizon und Sirhookera, trennt er als Subtribus Adrorhizinae ab. Eine Untersuchung von van den Berg et al. hat ergeben, dass ausgerechnet die namensgebende Gattung Glomera nicht näher mit den übrigen Pflanzen verwandt ist, die Gruppe heißt nun Agrostophyllinae; Aglossorrhyncha wurde in dieser Studie nicht untersucht. Unklar ist, ob Aglossorrhyncha nun zusammen mit Glomera in der Subtribus Coelogyninae (Tribus Arethuseae) platziert werden sollte, oder zusammen mit den  Agrostophyllinae eher der Tribus Vandeae nahesteht.
Es gibt 13 Arten sind in der Gattung Aglossorrhyncha:
- Aglossorrhyncha aurea Schltr.: Sie kommt vom Bismarck-Archipel bis zu den Salomonen vor.[3]
- Aglossorrhyncha biflora J.J.Sm.: Sie kommt von den Molukken bis Fidschi und Vanuatu vor.[3]
- Aglossorrhyncha bilobula Kores: Dieser Endemit kommt nur auf Viti Levu vor.[3]
- Aglossorrhyncha fruticicola J.J.Sm.: Sie kommt im westlichen Neuguinea vor.[3]
- Aglossorrhyncha galanthiflora J.J.Sm.: Sie kommt im westlichen Neuguinea vor.[3]
- Aglossorrhyncha jabiensis J.J.Sm.: Sie kommt im westlichen Neuguinea vor.[3]
- Aglossorrhyncha lucida Schltr.: Die drei Varietäten kommen alle in Papua-Neuguinea vor:[3]
  - Aglossorrhyncha lucida var. dischorensis Schltr.
  - Aglossorrhyncha lucida Schltr. var. lucida
  - Aglossorrhyncha lucida var. wariana Schltr.
- Aglossorrhyncha micronesiaca Schltr.: Sie kommt nur auf Palau vor.[3]
- Aglossorrhyncha peculiaris J.J.Sm.: Sie kommt im westlichen Neuguinea vor.[3]
- Aglossorrhyncha serrulata Schltr.: Sie kommt in Papua-Neuguinea vor.[3]
- Aglossorrhyncha stenophylla Schltr.: Sie kommt in Papua-Neuguinea vor.[3]
- Aglossorrhyncha torricellensis Schltr.: Sie kommt in Papua-Neuguinea vor.[3]
- Aglossorrhyncha viridis Schltr.: Sie kommt in Neuguinea vor.[3]